# José Veloso
Pour les articles homonymes, voir Veloso.
 (novembre 2019).
Si vous disposez d'ouvrages ou d'articles de référence ou si vous connaissez des sites web de qualité traitant du thème abordé ici, merci de compléter l'article en donnant les références utiles à sa vérifiabilité et en les liant à la section « Notes et références ».
José Luis Fidalgo Veloso, né le 23 mars 1937 à Saint-Jacques-de-Compostelle en Galice et mort le 13 novembre 2019, est un joueur de football international espagnol qui évoluait au poste de buteur.
Avec 106 buts toutes compétitions confondues, il est l'un des meilleurs buteurs de l'histoire du Deportivo La Corogne.

## Carrière

### En club
José Veloso commence sa carrière de footballeur dans sa ville natale, à Saint-Jacques-de-Compostelle où il restera jusqu'à ses vingt ans. Repéré par le Celta de Vigo, il signera pour le club de Galice, mais ne jouera que pour la réserve. Après un an, il part pour le club majeur de la région, le Deportivo La Corogne. Lorsqu'il débute, le club est encore en deuxième division. Après quatre saisons d'effort, le club est promu en première division. Il sera hélas aussitôt relégué. Mais le club fait l'ascenseur en étant de nouveau champion, aussitôt. Il deviendra un joueur majeur du club, jouant notamment pendant sept saisons pour cette formation. En 183 matchs, il établira même un record qui tient toujours aujourd'hui ; avec 95 buts, il devient le meilleur buteur de l'histoire du club. Ses bonnes performances lui valent même de se faire repérer par l'un des meilleurs clubs du monde de l'époque, le Real Madrid, qu'il rejoint après une seconde relégation du Deportivo. Mais dans le club de la capitale, il peine à s'imposer au milieu des stars, et reste remplaçant la plupart du temps. Malgré tout, il répond présent lorsqu'on fait appel à lui. Il remporte notamment la Ligue des champions en 1966. Puis, pendant la saison 1966-1967, il inscrit neuf buts en seulement seize matchs de championnat. À 32 ans, pour retrouver du temps de jeu, il retourne alors dans sa Galice natale, au CD Ourense club alors en deuxième division. Mais l'expérience s'avère désastreuse, puisque le club termine dernier du championnat et est relégué. Il revient alors à Madrid, au Rayo Vallecano, en deuxième division. Il y passe deux ans, finissant à la cinquième et la huitième place. À 35 ans, il rejoint sa ville natale, et le club de SD Compostelle en troisième division. Cette dernière saison se termine malheureusement mal pour lui, puisque le club descend en division régionale après une 18e place. Sur cette mauvaise note, il décide de mettre un terme à sa carrière. 

### En équipe nationale
José Veloso n'a connu qu'une petite période en équipe nationale. Il sera appelé quatre fois sur une période de sept mois durant la saison 1962-1963. Malgré trois buts, durant la campagne de qualification pour l'Euro 1964, il ne sera pas de la partie pendant la prestigieuse compétition. Ironie du sort, l'équipe espagnole remportera l'Euro, sans lui.

## Palmarès
- Double vainqueur de la seconde division espagnole en 1962 et 1964 avec le Deportivo La Corogne.
- Triple vainqueur de la première division espagnole en 1967, 1968, 1969 avec le Real Madrid.
- Vainqueur de la ligue des champions en 1966 avec le Real Madrid.